# インディ・ジョーンズ・ハット

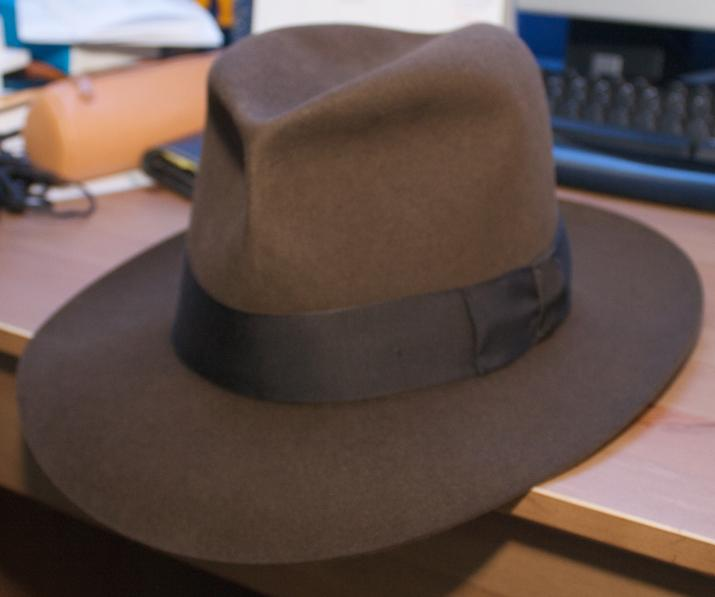
インディ・ジョーンズ・ハット

インディ・ジョーンズ・ハット（Indiana Jones Hat）は、ハリウッド映画『インディ・ジョーンズ』シリーズで主演俳優が被っていたソフト帽のタイプのこと。分類上は、ハードフェルトで作られたワイド・ブリム・ソフトハットだが、書籍によっては「カウボーイハット」 (Cowboy hat) や「フェードラ帽」 (Fedora) とされることがある。
主演のハリソン・フォードは『ハリソンフォード全仕事』の中でこの帽子を「フェードラ帽」（正確には「フェドーラ帽」）と呼んでいるが、元々のフェードラ帽は1882年にフランスの劇作家が発表した『フェドーラ』 (Fédora (play)) のヒロイン役が被ったヌートリア製の柔らかな帽子で庇をやや上に引き上げて被る帽子であり、庇を上げないインディ・ジョーンズ・ハットとは厳密には別のものである。

## 概要
シンティー・クリンチ著『ハリソン・フォード』によれば、インディ・ジョーンズ・ハットは、スピルバーグ監督がロンドンの英国王室御用達「ハーバート・ジョンソンズ帽子店」（Herbert Johnson Hat Company）でたまたま見つけたものであり、映画用にデザインされたものではなかった。衣装担当はこの帽子を2ダース注文している。
「ハーバート・ジョンソンズ帽子店」ではインディ・ジョーンズモデルとして復刻版（実際に撮影に使われたものはスミソニアン博物館に収蔵されている）を販売している。
かなり密なフェルトで作られたつば（ブリム）が広い典型的なワイド・ブリム・ソフトハットで、前のブリムは全く引き上げておらず後部が浅くロールしている。山（クラウン）の中央にセンタークリース（溝）があるためフェドーラ帽に似る。4センチ程度のリボンが巻かれていて、映画中では焦げ茶のものが使われている。
映画内の設定では1912年にユタ州で盗掘団のリーダーである「フェドーラ」から当人の帽子を譲り受けたものとされているが、アメリカで発行された「モンゴメリーワード」 (Montgomery Ward) のカタログには1890年代の後半にフェドーラ帽が女性用の毛皮帽子として流行中として登場しており、屈強な壮年の盗掘団首領がフェドーラ帽を被るという取り合わせはやはり奇妙である。フェドーラ帽は形状が似る「トリルビー帽」 (Trilby) などのソフト帽と混同されることが多い。
現在、ルーカスフィルムからライセンスを得て復刻版を製造しているのは「ハーバート・ジョンソンズ帽子店」ではなく、アメリカのドーフマン社（Dorfman Pacific）。